# ویلیام مک‌کال (سیاستمدار)
ویلیام ویکتور «بیگ بیل» مک‌کال (انگلیسی: William McCall؛ ‏ زاده ۲۴ مه ۱۹۰۸ – درگذشته ۱۹ اوت ۱۹۶۸) سیاستمدار و تاجر استرالیایی بود. او عضو حزب متحد استرالیا (UAP) بود و از سال ۱۹۳۴ تا ۱۹۴۳ هم نمایندهٔ مجلس نمایندگان استرالیا بود. وی از سن ۱۷ سالگی وارد دنیای سیاست شد. پدرش یک بانک‌دار بود و خودش هم پس از مرگ پدر وارد تجارتِ پوست و پشم شد.
مک کال، همراه با چند نفر دیگر از حامیان دولتی، از رهبری نخست‌وزیر استرالیا رابرت منزیس ناامید شدند و از اینکه منزیس پس از انتخابات ۱۹۴۰ نتوانست یک دولت تمام حزبی با حزب کارگر استرالیا تشکیل دهد، سرخورده بودند. در ۲۸ اوت ۱۹۴۱، او اعلام کرد که اگر منزیس استعفا ندهد، تمام تلاشش را خواهد کرد تا دولت از اکثریت خود در مجلس بیفتد. رابرت منزیس فردای آن روز استعفا داد.
در انتخابات سال ۱۹۴۳ اما، مک‌کال به عنوان بخشی از ائتلافی از نمایندگانی که جون کارتین را به نخست‌وزیری رساند، از فرد دالی شکست خورد و به مجلس راه نیافت. پس از این شکست، او یک مشاور املاک و مستغلات شد و در سال ۱۹۶۷ زمانی که تقریباً ۲ میلیون دلار برای خرید زمینی در مارتین پلیس در سیدنی به فروشنده پیشنهاد داد، سر و صدای زیادی ایجاد کرد. او در سال ۱۹۶۸ به همراه راننده‌اش برای تفریح با یک قایق تندرو به دریا رفتند که کمی بعد قایق‌شان در حالت واژگون در نزدیکی کولاروی، نیو ساوت ولز پیدا شد. هر دوی آنها را غرق‌شده در آب اعلام کردند. ثروت به‌جا مانده از او در آن هنگام ۶۰٬۰۰۰ دلار استرالیا (معادل ۶۱۰٬۰۰۰ $ در ۲۰۱۸) بود.